# NRG Recording Studios
NRG Recording Studios é um estúdio de gravação localizado em North Hollywood, Califórnia, criado pelo produtor e mixador Jay Baumgardner em 1992.

## Álbuns gravados
- Cracked Rear View – Hootie & the Blowfish (1994)[2]
- Tragic Kingdom – No Doubt (1995)[3]
- Transistor – 311 (1997)[4]
- Life Won't Wait – Rancid (1998)[3]
- Follow the Leader – Korn (1998)[3]
- Significant Other – Limp Bizkit (1999)[5]
- Hybrid Theory – Linkin Park (2000)[6]
- Conspiracy of One – The Offspring (2000)[7]
- Break the Cycle – Staind (2001)[8]
- Fallen – Evanescence (2003)[9]
- Meteora – Linkin Park (2003)[10]
- Contraband – Velvet Revolver (2004)[11]
- Minutes to Midnight – Linkin Park (2007)[12]
- A Thousand Suns – Linkin Park (2010)[13]
- Living Things – Linkin Park (2012)[14]
- The Paradigm Shift – Korn (2013)[15]

### Conteúdo adicional
- «Interview with Jay Baumgardner». HitQuarters. Abril de 2005. Arquivado do original em 3 de março de 2016